# Gusić-grad
Gusić-grad, srednjovjekovna renesansna utvrda, koja se nalazila nedaleko od sela Brlog na brdu Vijenac iznad Gusić Polja na području Gacke u današnjoj Ličko-senjskoj županiji, na udaljenosti od 13 km od Otočca.
Pred navalom Osmanlija, dio Gusića se preselio iz Krbave prema zapadu u Gacku, gdje su početkom 16. stoljeća osnovali svoju utvrdu, ali nema podataka o njenoj gradnji. Godine 1575. Osmanlije su zauzele utvrdu i razorile je, nakon čega ona nije više bila obnovljena.

## Karakteristike utvrde
Ostaci utvrde nalaze se na zaravni strmog brda Gradina, koje se uzdiže na zapadnoj strani Gusićkog polja. Radilo se o manjoj utvrdi pravokutnog tlocrta, dimenzija 40 m x 30 m, s četiri kutne polukule kružnoga ili potkovičastog tlocrta. U središtu utvrde nalaze se ostaci građevine pravocrtnog tlocrta te ulegnuće za cisternu. Utvrda je vjerojatno bila branjena utvrđenim dvorištima u nizu koja su se nalazila sa zapadne i južne strane utvrđenja.